# TAKARAZUKA SKY STAGE
TAKARAZUKA SKY STAGE（タカラヅカ・スカイ・ステージ）は、宝塚歌劇専門チャンネルである。
衛星基幹放送プラットフォームのスカパー!（旧・スカパー!e2）において、阪急電鉄100%子会社の宝塚クリエイティブアーツが衛星基幹放送事業者として放送を行うほか、一部ケーブルテレビ等へチャンネル供給している。

## チャンネル概要
スカパー! Ch.CS290、ケーブルテレビ局では毎日午前7時から翌朝3時まで放送。なお、スカパー! Ch.CS101では、番組及び加入案内のためのデータ放送チャンネル「TAKARAZUKA SKY STAGE プロモ」を無料放送していた（2009年3月16日に終了）。
2011年4月1日、委託放送事業者（現・衛星基幹放送事業者）が阪急電鉄から、番組制作・編成や送出・送信管理を担当していた宝塚クリエイティブアーツに変更された。2005年に阪急電鉄（現・阪急阪神ホールディングス）から新・阪急電鉄に変更されているため、委託放送事業者の変更は2度目となる。
2018年9月26日、スロット数12に変更はないままハイビジョン化。
この他、以下のチャンネルへ一部番組の供給を行っていた。
- スカパー! Ch.CS800 「スカチャン0」（衛星基幹放送事業者はスカパー・エンターテイメント、2013年終了）
- BSデジタル放送 222ch 「BS12トゥエルビ」（衛星基幹放送事業者はワールド・ハイビジョン・チャンネル、無料放送。2017年終了）

## チャンネルの特徴
宝塚歌劇専門チャンネルの名前通り、宝塚歌劇の最新情報や過去の舞台公演、歌劇団生徒のトークショーや歌劇団の司会、出演のオリジナル番組や音響など裏方の人たちにスポットを当てた番組などを製作している。また過去に在籍したタカラジェンヌが、卒業後に行った公演・コンサートをまれに放送する機会がある。
阪急梅田駅の巨大ビジョンや阪急9000系電車の液晶ディスプレイでは当チャンネルの宣伝が流れることが多い。
CS・CATV共にパックセットに含まれない単独契約であり、1ヶ月の視聴料は税抜2,500円と高額であるにもかかわらず、2009年現在、契約数は5万世帯を超える水準となっている。また、複数台割引の対象外ch（チャンネル）となっている。
月1回程度行われる「スカパー!無料放送の日」（原則第1日曜日）の対象外であるが、2019年11月26日付け放送開始から12月1日付け放送終了（12月2日未明　一部ケーブルテレビ局は開始・終了時刻が異なる）において、スカパー!、および一部のケーブルテレビ局向けにおいて、ハイビジョン放送1周年記念として無料放送が行われた
近年収録の公演中継や「TAKARAZUKA 美の旅人たち」などの一部の番組はハイビジョン制作となっているが、当チャンネルは4:3（1.33:1）、SD（525i/480i）での放送のため、以前は16:9（1.78:1）のレターボックスサイズで放送されていた。その後2010年7月22日からは16:9（1.78:1）の画角情報を付加し、フルサイズでの放送を行っている。また、NHK BSプレミアム「宝塚歌劇」（不定期放送。2010年度まではBSハイビジョン「ハイビジョンステージ」（毎月1回、宝塚歌劇の公演を放送））、WOWOW「宝塚への招待」、当チャンネルから番組供給を受けているBS12トゥエルビでも過去に標準画質映像で収録された映像を除きハイビジョン放送を行っている。
2018年9月26日のハイビジョン化に伴い、ハイビジョン対応番組は、概ね2005年以降に収録した舞台映像はすべて従来の標準画質から、HD画質で放送。オリジナル番組については、2012年秋ごろ以降の収録番組大半がHD画質で放送されている。
番組表は産経新聞大阪本社や産経新聞九州・山口特別版及び産経新聞静岡県版等のBS・ラジオ面に連日掲載されている。

### オープニング・エンディング
オープニング（1分）は『すみれの花咲く頃』、エンディング（3分）は『さようなら、ごきげんよう』をそれぞれ団員の歌唱入りのBGMにしながら、宝塚大劇場や花のみち、及び劇場近くの武庫川から撮影した、いわゆる環境映像を放送している。

### その他
現在の放送番組審議会の委員に元静岡県知事の川勝平太や、元トップスターの榛名由梨がいる

## スカイ・フェアリーズ
TAKARAZUKA SKY STAGEのイメージキャラクター。各組2名ずつ選ばれ、「タカラヅカニュース」の司会をはじめ、様々な番組に出演し、番組を通して宝塚歌劇の魅力を伝えた。2011年6月で終了し、その後はスカイ・ナビゲーターズに引き継がれた。開局当初は専科の彩輝直・檀れいもスカイフェアリーとして活躍。

### 歴代のスカイ・フェアリーズ
- 第1期（2002年7月〜2003年6月）

花組：華形ひかる・舞名里音
月組：彩那音・城咲あい
雪組：凰稀かなめ・山科愛
星組：凜華せら・華美ゆうか
宙組：和涼華・音乃いづみ
- 第2期（2003年7月〜2004年6月）

花組：望月理世・華城季帆
月組：白鳥かすが・紫水梗華
雪組：沙央くらま・涼花リサ
星組：夢乃聖夏・純花まりい
宙組：早霧せいな・咲花杏
- 第3期（2004年7月〜2005年6月）

花組：日向燦・華耀きらり
月組：龍真咲・夏月都
雪組：大湖せしる・早花まこ
星組：麻尋しゅん・妃咲せあら
宙組：蓮水ゆうや・葉室ちあ理
- 第4期（2005年7月〜2006年6月）

花組：朝夏まなと・澪乃せいら
月組：光月るう・白華れみ
雪組：蓮城まこと・大月さゆ
星組：美弥るりか・成花まりん
宙組：凪七瑠海・愛花ちさき
- 第5期（2006年7月〜2007年6月）

花組：望海風斗・瞳ゆゆ
月組：流輝一斗・玲実くれあ
雪組：香綾しずる・愛原実花
星組：壱城あずさ・蒼乃夕妃
宙組：鳳樹いち・千鈴まゆ
- 第6期（2007年7月〜2008年6月）

花組：彩城レア・梅咲衣舞
月組：宇月颯・咲希あかね
雪組：梓晴輝・愛加あゆ
星組：如月蓮・稀鳥まりや
宙組：澄輝さやと・藤咲えり
- 第7期（2008年7月〜2009年6月）

花組：鳳真由・月野姫花
月組：紫門ゆりや・蘭乃はな
雪組：冴輝ちはや・笙乃茅桜
星組：天寿光希・美春あやか
宙組：天輝トニカ・天咲千華（～2009年2月23日）→すみれ乃麗（2009年2月24日～）
- 第8期（2009年7月〜2010年6月）

花組：真瀬はるか・桜咲彩花
月組：煌月爽矢・花陽みら
雪組：凛城きら・舞羽美海
星組：真風涼帆・夢妃杏瑠
宙組：星吹彩翔・瀬音リサ
- 第9期（2010年7月〜2011年6月）

花組：大河凜・仙名彩世
月組：輝城みつる・愛風ゆめ
雪組：彩風咲奈・天舞音さら
星組：芹香斗亜・華雅りりか
宙組：蒼羽りく・桜音れい

## スカイ・ナビゲーターズ
2011年7月より新たに登場した「タカラヅカニュース」のメインMC。宝塚歌劇関連情報を伝える他、タカラヅカ・スカイ・ステージのプロモーションにも活躍。

### 歴代のスカイ・ナビゲーターズ
- 第1期（2011年7月〜2013年6月）[5]

花組：瀬戸かずや・芽吹幸奈
月組：宇月颯・彩星りおん（〜2012年4月22日）→琴音和葉（2012年4月23日〜）
雪組：蓮城まこと・沙月愛奈
星組：壱城あずさ・白華れみ（〜2012年8月5日）→優香りこ（2012年8月6日〜）
宙組：蓮水ゆうや・愛花ちさき
- 第2期（2013年7月〜2015年6月）[5][6]

花組：鳳真由・春花きらら（〜2014年11月16日）→桜咲彩花（2014年11月17日〜）
月組：紫門ゆりや・白雪さち花
雪組：真那春人・桃花ひな
星組：天寿光希・優香りこ（〜2014年10月5日）→妃白ゆあ（2014年10月6日〜）
宙組：澄輝さやと・綾瀬あきな
- 第3期（2015年7月〜2017年6月）[7]

花組：和海しょう・桜咲彩花
月組：輝城みつる・花陽みら（〜2016年10月21日）→早乙女わかば（2016年10月22日〜）
雪組：久城あす・杏野このみ
星組：夏樹れい・夢妃杏瑠（〜2016年6月30日）→紫りら（2016年7月1日〜）
宙組：星吹彩翔・結乃かなり
- 第4期（2017年7月〜2019年6月）[8]

花組：舞月なぎさ・華雅りりか
月組：輝月ゆうま・早乙女わかば（〜2018年5月6日）→晴音アキ（2018年5月7日〜）
雪組：真地佑果・妃華ゆきの
星組：紫藤りゅう・紫りら
宙組：七生眞希・花咲あいり（～2018年12月24日）→秋音光・瀬戸花まり（2018年12月25日～）
- 第5期（2019年7月〜2021年6月）[9]

花組：紅羽真希・春妃うらら
月組：佳城葵・麗泉里
雪組：諏訪さき・野々花ひまり
星組：桃堂純・華雪りら
宙組：秋奈るい・小春乃さよ
- 第6期（2021年7月〜2023年6月）[10]

花組：峰果とわ・糸月雪羽
月組：朝陽つばさ・桃歌雪
雪組：眞ノ宮るい・希良々うみ
星組：天希ほまれ・二條華
宙組：若翔りつ・愛海ひかる（～2022年5月1日）→水音志保（～2022年5月2日）
- 第7期（2023年7月〜）[11]

花組：高峰潤・咲乃深音
月組：彩音星凪（～2024年7月7日）→柊木絢斗（2024年7月8日～）・天愛るりあ
雪組：一禾あお（～2024年5月21日）・有栖妃華（～2024年10月13日）→壮海はるま・愛羽あやね（2024年10月14日～）
星組：蒼舞咲歩・彩園ひな（～2024年4月6日）→都優奈（2024年4月7日～）
宙組：優希しおん（～2023年12月24日）→真名瀬みら（2023年12月25日～）・湖々さくら
- 第8期（2025年7月〜）[12]

花組：愛乃一真・三空凜花
月組：柊木絢斗・羽音みか
雪組：壮海はるま・愛羽あやね
星組：希沙薫・星咲希
宙組：凰海るの・楓姫るる

## スカイ・レポーターズ
様々な切り口で各組や生徒、作品などをタイムリーに「タカラヅカニュース」で紹介する。

### 歴代のスカイ・レポーターズ
- 第1期

花組：悠真倫・花純風香
月組：楠恵華（～2006年8月20日）→一色瑠加（2006年8月21日～）・瀧川末子
雪組：奏乃はると・麻樹ゆめみ
星組：美稀千種・百花沙里
宙組：初嶺麿代・美風舞良
- 第2期

花組：悠真倫・舞城のどか
月組：一色瑠加・美鳳あや
雪組：奏乃はると・麻樹ゆめみ
星組：彩海早矢・華美ゆうか
宙組：天羽珠紀・美風舞良
- 第3期（2009年7月～2011年6月）

花組：紫峰七海・花野じゅりあ
月組：研ルイス・憧花ゆりの
雪組：真波そら（～2010年9月12日）→大凪真生（2010年9月13日～）・早花まこ
星組：彩海早矢（～2010年3月21日）→鶴美舞夕（2010年3月22日～）・音花ゆり
宙組：天羽珠紀・大海亜呼
- 第4期（2011年7月～2013年6月）

花組：紫峰七海・初姫さあや
月組：光月るう・夏月都
雪組：大凪真生（～2011年11月20日）→奏乃はると（2011年11月21日～）・早花まこ
星組：鶴美舞夕・音花ゆり
宙組：風莉じん（～2012年7月1日）→七海ひろき（2012年7月2日～）・大海亜呼
- 第5期（2013年7月～2015年6月）

花組：夕霧らい・梅咲衣舞
月組：光月るう・夏月都
雪組：香綾しずる・千風カレン
星組：如月蓮・白妙なつ
宙組：七海ひろき・純矢ちとせ
- 第6期（2015年7月～2017年6月）[13]

花組：冴月瑠那・白姫あかり
月組：貴千碧・咲希あかね（～2017年3月26日）→千海華蘭・白雪さち花（2017年3月26日～）
雪組：香綾しずる・千風カレン
星組：天寿光希・妃白ゆあ（～2016年6月19日）→夢妃杏瑠（2016年7月1日～）
宙組：松風輝・瀬音リサ
- 第7期（2017年7月～2019年6月）[14]

花組：天真みちる（～2018年10月14日）→航琉ひびき（2018年10月15日～）・鞠花ゆめ
月組：千海華蘭・白雪さち花
雪組：真那春人・千風カレン（～2019年2月11日）→愛すみれ（2019年2月12日～）
星組：輝咲玲央・夢妃杏瑠
宙組：風馬翔（～2018年12月24日）→七生眞希（2018年12月25日～）・愛白もあ
- 第8期（2019年7月～2021年6月）[15]

花組：航琉ひびき・美花梨乃
月組：千海華蘭・楓ゆき
雪組：真那春人・愛すみれ
星組：漣レイラ・音咲いつき
宙組：秋音光・瀬戸花まり
- 第9期（2021年7月～2023年6月）[16]

花組：羽立光来・春妃うらら
月組：春海ゆう・晴音アキ（～2022年10月9日）→麗泉里（2022年10月10日～）
雪組：久城あす・愛すみれ
星組：ひろ香祐・音咲いつき
宙組：秋音光・瀬戸花まり（～2022年5月1日）→小春乃さよ（2022年5月2日～）
- 第10期（2023年7月～）[17]

花組：羽立光来・凛乃しづか
月組：佳城葵・麗泉里（～2024年7月7日）→桃歌雪（2024年7月8日～）
雪組：久城あす・妃華ゆきの
星組：ひろ香祐・澪乃桜季
宙組：若翔りつ・小春乃さよ
- 第11期（2025年7月～）[18]

花組：紅羽真希・凛乃しづか
月組：佳城葵・桃歌雪
雪組：天月翼・妃華ゆきの
星組：夕渚りょう・澪乃桜季
宙組：若翔りつ・小春乃さよ

## 1日の基本的なタイムテーブル（スカパー!（東経110度CS放送）・CATV向け）
概ね、「タカラヅカニュース」→宝塚歌劇関連番組・タカラジェンヌ出演のトーク・バラエティー番組→公演中継を5時間ずつでローテーションしている。なお公演中継はノーカット・ノーコマーシャル放送であるため、公演時間によっては開始・終了時間が前後する。公演時間が短い場合には残り時間に関連番組やトーク・バラエティー番組を挿入することもある。
- 6:59-7:00　オープニング（BGM「スミレの花咲くころ」）
- 7:00-7:45　タカラヅカニュース（土・日曜は7:00-8:00に「総集編」）
- 7:45（土・日8:00）-9:00　下記の宝塚歌劇関連番組やタカラジェンヌ出演のトーク・バラエティー番組
- 9:00-12:00　宝塚歌劇公演中継（公式映像）
- 12:00-12:45　タカラヅカニュース（土・日は12:00-13:00に「総集編」）
- 12:45（土・日13:00）-14:00　下記の宝塚歌劇関連番組やタカラジェンヌ出演のトーク・バラエティー番組
- 14:00-17:00　宝塚歌劇公演中継（公式映像）
- 17:00-17:45　タカラヅカニュース（土・日は17:00-18:00に「総集編」）
- 17:45（土・日18:00）-19:00　下記の宝塚歌劇関連番組やタカラジェンヌ出演のトーク・バラエティー番組
- 19:00-22:00　宝塚歌劇公演中継（公式映像）
- 22:00-22:45　タカラヅカニュース（土・日は22:00-23:00に「総集編」）
- 22:45（土・日23:00）-24:00　下記の宝塚歌劇関連番組やタカラジェンヌ出演のトーク・バラエティー番組
- 24:00-3:00　宝塚歌劇公演中継（公式映像）
- 3:00-3:03　エンディング（BGM「さようなら・ごきげんよう」）

## 主な番組

### オリジナル番組
- タカラヅカニュース
- NOW ON STAGE
- TAKARAZUKAこだわりSELECTION
- Café ふぉるだ
- CAST
- Youngプラス
- LOOK ON! -スター徹底検証-
- 名作 ことばの泉
- リクエスト！スター名場面
- 夢の音楽会

### 終了したオリジナル番組
太字はTwellVに配給されていた番組。
- スカイ・ステージ・トーク
- スカイ・ステージ・トーク Special
- スカイ・ステージ・トーク リクエストDX
- What's up 宝塚
- 阪急沿線プチボヤージュ
- 名作の旅
- JURIのおじゃまんぼうセンサー!!
- Flush! Collection（関西テレビ「フラッシュタカラヅカ」のアーカイブ版。）

- スター・ロングインタビュー
- 宝塚アーカイブス
- JURIのどんだけGO GO 5
- 初風緑のNOBI NOBIストレッチ
- 初風緑のNOBI NOBIダンシング
- TAKARAZUKA BUETIES
- Talk Variety オシエテ!?
- 舞台に懸ける
- Brilliant Dreams
- 宝塚ライフ応援バラエティ「ちょこっとナビ!!」
- 阪急・浪漫沿線（阪急電鉄制作）
- TAKARAZUKA 日本史探訪
- いにしえ逍遥・旅タカラジェンヌ

### 他局・共同制作番組
- TAKARAZUKA 美の旅人たち（TAKARAZUKA SKY STAGE・KBS京都共同製作）
- TAKARAZUKA 旅美写美（TAKARAZUKA SKY STAGE・東名阪ネット6参加各局制作）
- TAKARAZUKA CAFE BREAK（TOKYO MX製作）
- 私の原点（登場する生徒の出身地の民放テレビ局との共同制作）
- アンコール・宝塚スターの小部屋 （WOWOW制作）